# Japalura kumaonensis
Japalura kumaonensis — вид ігуаноподібних ящірок родини агамових (Agamidae). Мешкає в Гімалаях.

## Поширення і екологія
Japalura kumaonensis мешкають в індійському штаті Уттаракханд та на заході Непалу, а також спостерігалися в пакистанській провінції Хайбер-Пахтунхва та на Тибеті, в повіті Ньялам в окрузі Шигацзе. Вони живуть в гірських помірних лісах, в садах і на плантаціях. Зустрічаються на висоті до 2400 м над рівнем моря.